# Reinhard Stähling

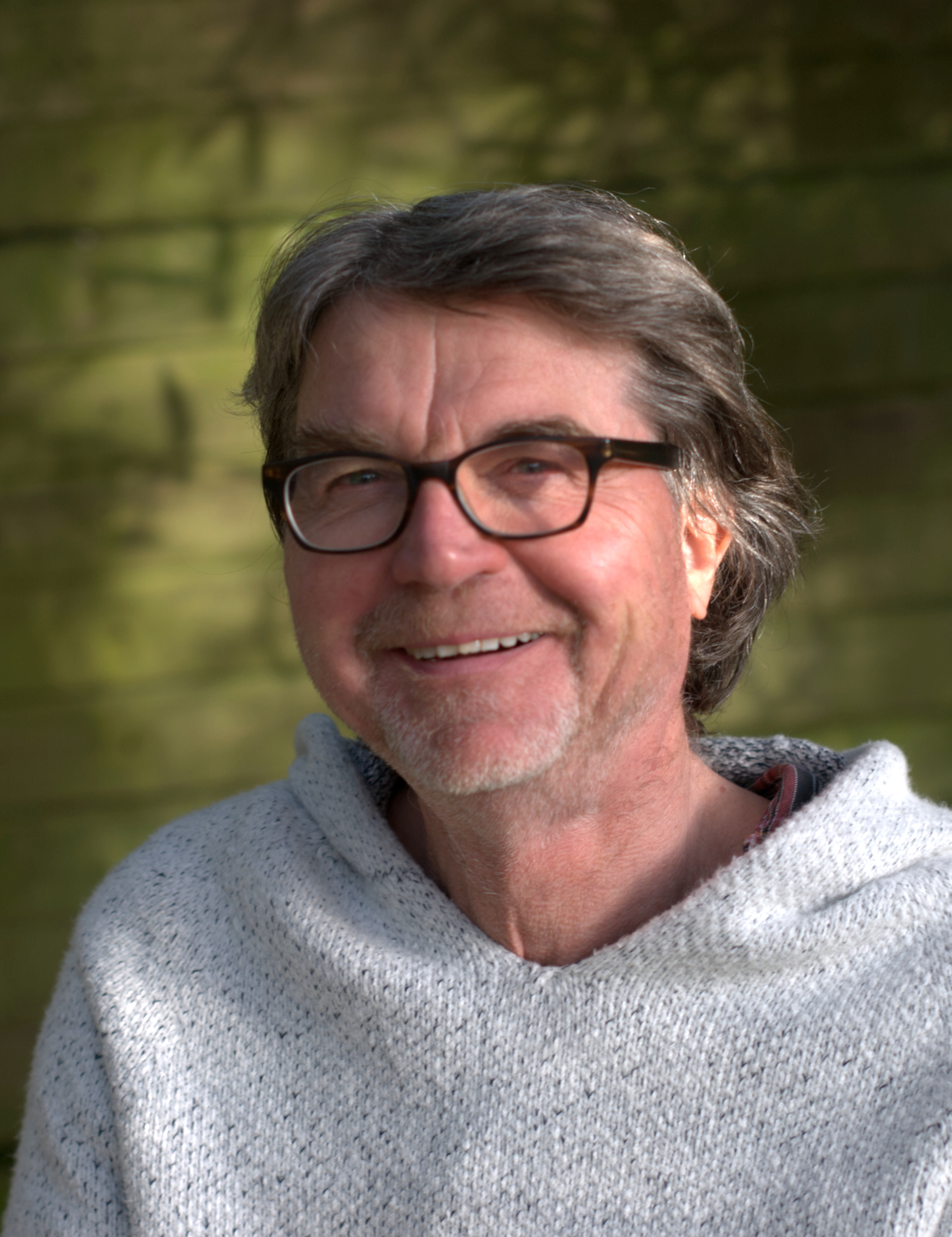
Reinhard Stähling, 2021

Reinhard Stähling (* 1956) ist ein deutscher Pädagoge, ehemaliger Schulleiter an der Primus-Schule Berg Fidel–Geist in Münster, Autor und Theaterregisseur.

## Leben und Wirken
Stähling studierte Lehramt, Psychologie und Theaterpädagogik. Er trat seit 1976 als Schauspieler auf und ist seit 1998 nebenberuflich Leiter und Regisseur der freien Theatergruppe „Theater in der Kreide“ in Münster. 
Von 1982 bis zu seiner Pensionierung 2022 arbeitet er ohne Unterbrechung als Lehrer. 1992 wurde er Konrektor der Grundschule Berg Fidel bei Schulleiter   Manfred Pollert. 2002 übernahm er die Schulleitung dieser inklusiven Schule in Münsters sozialen Brennpunkt Berg Fidel und führte dort die altersgemischten Klassen der Jahrgänge 1–4  ein. Die Schule wurde 2012 deutschlandweit bekannt durch den Dokumentarfilm Berg Fidel – eine Schule für alle von Hella Wenders. 2014 erweiterte sich diese Grundschule zu einer Primus-Schule (Gesamtschule der Jahrgänge 1–10). 
Im Jahr 1998 promovierte er an der Universität Münster im Fach Psychologie zum Thema „Beanspruchungen im Lehrerberuf“. Seit 2006 schreibt er regelmäßig pädagogische Bücher (teilweise mit Barbara Wenders zusammen).

## Schriften
- "Entwicklungsschritte einer Schule im Brennpunkt." Der praktische Weg zu Solidarität und Inklusion. Psychosozial-Verlag 2025, ISBN 978-3-8379-3358-1 · ISBN E-Book 978-3-8379-6249-9
- mit Barbara Wenders: "Worin unsere Stärke besteht." Eine inklusive Modellschule im sozialen Brennpunkt. Psychosozial-Verlag 2021, ISBN 978-3-8379-3122-8.
- mit Barbara Wenders und Fotos von Donata Wenders: "Schule ohne Schulversagen". Praxisimpulse aus Grundschule und Sekundarstufe für eine gemeinsame Schule. Baltmannsweiler 2018, ISBN 978-3-8340-1889-2.
- mit Barbara Wenders: "Teambuch Inklusion". Ein Praxishandbuch für multiprofessionelle Teams. Baltmannsweiler 2015, ISBN 978-3-8340-1531-0.
- mit Barbara Wenders: "Das können wir hier nicht leisten". Wie Grundschulen doch die Inklusion schaffen können. Ein Praxisbuch zum Umbau des Unterrichts. Baltmannsweiler 2012, ISBN 978-3-8340-1087-2.
- "Du gehörst zu uns". Inklusive Grundschule. Ein Praxisbuch für den Umbau der Schule. Baltmannsweiler 2011, ISBN 978-3-8340-0866-4.
- mit Barbara Wenders: Ungehorsam im Schuldienst. Der praktische Weg zu einer Schule für alle. Baltmannsweiler 2011, ISBN 978-3-8340-0834-3.
- Unter westfälischen Eichen. Kelkheim (Taunus) 2002, ISBN 3-926340-05-3.
- Beanspruchungen im Lehrerberuf. Einzelfallfeldstudie und Methodenerprobung. Münster u. a. 1998, ISBN 3-89325-644-X.